# Lygus wagneri
Lygus wagneri är en insektsart som beskrevs av Adolf Remane 1955. Lygus wagneri ingår i släktet Lygus, och familjen ängsskinnbaggar. Arten är reproducerande i Sverige.